# 若泽·里尼亚雷斯
若泽·里尼亚雷斯（José Linhares，1886年1月28日—1957年1月26日），巴西联邦最高法院首席法官。在1945年-1946年任巴西总统，在他的临时执政期间，当局采取果断措施，重新建立一个民主的政府制度。
| 前任： 热图利奥·瓦加斯 | 巴西总统 | 繼任： 尤里科·加斯帕尔·杜特拉 |